# سندرم لنف‌ادم–دیستیکایسیس
سندرم لنف‌ادم-دیستیکایسیس (انگلیسی: Lymphedema–distichiasis syndrome) یک اختلال ژنتیکی است که در اثر جهش در ژن FOXC2 ایجاد می‌شود.: 849  افرادی که دچار این اختلال ژنتیکی هستند، دو ردیف مژه دارند که به آن «دیستیکایسیس» گفته می‌شود و همچنین در معرض تورم دست‌ها و پاها هستند که به سبب اختلال در دستگاه لنفاوی پیش می‌آید.

## ژنتیک
نحوهٔ توارث این سندرم از نوع اتوزومال غالب است. در حدود یک چهارم افرادی مبتلا، به دلیل جهش‌های نوپدید (و نه روش اتوزومال غالب) به این بیماری مبتلا می‌شوند. علائم بیماری از حوالی بلوغ تا بزرگسالی شروع می‌شود.

## جهش
p.Y41F یک جهش بی‌معنی و یکی از ۱۱ جهشی است که در ژن FOXC2 رخ می‌دهد و علت اصلی بروز این اختلال است. از ۱۱ جهش یاد شده، یکی مورد جهش بی‌معنی، ۶ مورد جهش بدمعنی و ۴ مورد جهش دگرقالب است.

## علائم و نشانه‌ها
علامت اصلی این سندرم وجود دو ردیف مژه و تورم دست و پاهاست. علائم دیگری که در برخی از بیماران دیده می‌شود، بروز کیست‌ها، حساسیت به نور، نقص‌های قلبی، شکاف کام و مشکلات چشمی همچون آستیگماتیسم و اسکار قرنیه است.

## تشخیص و درمان
در حال حاضر، دقیق‌ترین تست تشخیصی این سندرم، توالی‌یابی به روش سنگر است که شامل آنالیز کل ژنوم و بررسی یک یا چند ژن خاص است.
این سندرم درمان قطعی ندارد و بیشتر متمرکز بر مدیریت علائم و نشانه‌های بیماری و پیشگیری از علائم ثانویه همچون سلولیت است.